# ژولیت لانداو
 ژولیت لانداو (انگلیسی: Juliet Landau؛ زادهٔ ۳۰ مارس ۱۹۶۵) یک هنرپیشه اهل ایالات متحده آمریکا است.
از فیلم‌ها یا برنامه‌های تلویزیونی که وی در آن نقش داشته است می‌توان به اد وود و گاو برانکس اشاره کرد.